# Tour du Loiret
Le Tour du Loiret est une course cycliste par étapes française disputée au mois de mai dans le département du Loiret (région Centre-Val de Loire). Créé en 1953, il fait partie du calendrier national de la Fédération française de cyclisme.

## Histoire

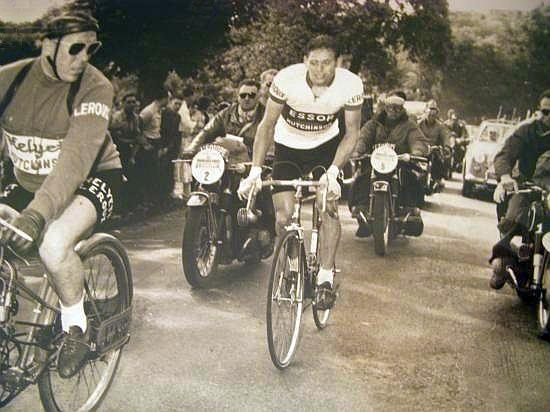
Jean-Marie Cieleska, ici lors de Bordeaux-Paris 1958, lauréat à trois reprises du Tour du Loiret dont la première édition courue en 1953.

Les premières éditions de 1953 à 1960 sont organisées par le club de la commune de Saint-Denis-de-l'Hôtel. Ouvertes aux coureurs indépendants et professionnels, elles sont courues sur une distance de 250 kilomètres. Le cycliste français Jean-Marie Cieleska remporte l'épreuve à trois reprises.
Le Tour n'est pas disputé entre 1961 et 1977.
La compétition refait surface en 1978 sous l'impulsion de Roland Gruber, deuxième de l'épreuve en 1955. Dès l'année suivante, le Tour est organisée sur plusieurs étapes, hormis en 1991 et 1992 où la course se déroule sur une journée sous l'appellation « Flèche d'or du Loiret ».
L'édition 2014 n'est pas organisée par Roland Gruber, en mauvaise santé, qui meurt le 14 mars. L'année suivante, la course est rebaptisée « Tour du Loiret-Souvenir Roland-Gruber » en hommage à l'ancien cycliste et organisateur décédé.
En 2020, la course est annulée en raison de la pandémie de Covid-19. Elle n'a également pas lieu en 2024, en raison de l'indisponibilité de la gendarmerie nationale, chargée de la sécurité de l'épreuve .

## Palmarès
| Année     | Vainqueur              | Deuxième            | Troisième                |               |
| --------- | ---------------------- | ------------------- | ------------------------ | ------------- |
| 1953      | Jean-Marie Cieleska    | Jean Stablinski     | Jacques Renaud           |               |
| 1954      | Maurice Diot           | Attilio Redolfi     | Bernard Gauthier         |               |
| 1955      | Jean-Marie Cieleska    | Roland Gruber       | François Mahé            |               |
| 1956      | Pierre Michel          | René Privat         | Jean Rouel               |               |
| 1957      | Jean-Marie Cieleska    | Louis Bergaud       | René Fournier            |               |
| 1958      | Jacques Dupont         | Maurice Quentin     | Anatole Novak            |               |
| 1959      | Jean-Claude Lefebvre   | Max Bleneau         | Albert Dolhats           |               |
| 1960      | Roger Darrigade        | Mohamed Ben Brahim  | Emmanuel Busto           |               |
| 1961-1977 | pas de course          | pas de course       | pas de course            | pas de course |
| 1978      | Claude Lopez           | Marc Durant         | Serge Vandaele           |               |
| 1979      | Christian Marais       | Pascal Chaumet      | Michel Pitard            |               |
| 1980      | Ghislain Delamotte     | Thierry Lejeune     | Claude Lopez             |               |
| 1981      | Vincent Brucci         | Ghislain Delamotte  | Patrice Esnault          |               |
| 1982      | Enrique Campos (es)    | Franck Garcin       | Éric Promonet            |               |
| 1983      | Patrice Esnault        | Jacky Bobin         | Martin Earley            |               |
| 1984      | Philippe Glowacz       | Alain Renaud        | Jean-François Bernard    |               |
| 1985      | Jacky Bobin            | Fabian Pantaglou    | Franck Boucanville       |               |
| 1986      | Gilles Métriau         | Nicolas Dubois      | Serge Verchère           |               |
| 1987      | Jean-Paul Romion       | Pascal Audoux       | Philippe Brenner         |               |
| 1988      | Christophe Bastianelli | Philippe Tarantini  | Olivier Peyrieras        |               |
| 1989      | Philippe Lauraire      | Laurent Planchaud   | Pascal Meunier           |               |
| 1990      | Blaise Chauvière       | Roland Flaujaguet   | William Pérard           |               |
| 1991-1992 | ?                      | ?                   | ?                        | ?             |
| 1993      | Jean-François Bresset  | Bertrand Ziegler    | Valère Fillon            |               |
| 1994      | Michel Dubreuil        | Arnaud Prétot       | Laurent Genty            |               |
| 1995      | Jean-Philippe Duracka  | Jean-Pierre Duracka | Jacek Bodyk              |               |
| 1996      | Jacek Bodyk            | Jérôme Gourgousse   | Christophe Gauthier      |               |
| 1997      | Rémy Quinton           | Andrzej Pozak       | Laurent Planchaud        |               |
| 1998      | Éric Beaune            | Patrice Peyencet    | Adrian Cagala            |               |
| 1999      | Laurent Planchaud      | Nicolas Berthier    | Fabrice Férat            |               |
| 2000      | Cédric Jourdan         | Martial Locatelli   | Eddy Lemoine             |               |
| 2001      | Jamie Alberts          | Sébastien Bordes    | Nicolas Méret            |               |
| 2002      | David Meys             | Christophe Gauthier | Serge Oger               |               |
| 2003      | Ludovic Vanhée         | Mark Renshaw        | Yann Pivois              |               |
| 2004      | Yann Pivois            | Franck Bigaud       | Dominique Rollin         |               |
| 2005      | Stéphane Barthe        | Franck Bigaud       | Franck Charrier          |               |
| 2006      | Alexandre Naulleau     | Freddy Ravaleu      | Steve Chainel            |               |
| 2007      | Nikolas Cotret         | Thomas Nosari       | Yvan Sartis              |               |
| 2008      | Michał Ladosz          | Sébastien Foucher   | Jarlinson Pantano        |               |
| 2009      | Vojtěch Hačecký        | Silver Schultz      | Steven Le Hyaric         |               |
| 2010      | Fabien Pasquier        | François Lamiraud   | Daniel Teklehaimanot     |               |
| 2011      | Geoffrey Venel         | Geoffrey Deresmes   | Youcef Reguigui          |               |
| 2012      | Yoann Barbas           | Sander Verhaeghe    | Steven Garcin            |               |
| 2013      | Yoann Barbas           | Ryan Wills          | Romain Le Roux           |               |
| 2014      | annulé                 | annulé              | annulé                   | annulé        |
| 2015      | Niels Nachtergaele     | Romain Campistrous  | Camille Thominet         |               |
| 2016      | Yoann Paillot          | Dylan Kowalski      | Sébastien Fournet-Fayard |               |
| 2017      | Yoann Paillot          | Bruno Armirail      | Louis Louvet             |               |
| 2018      | Aurélien Lionnet       | Romain Campistrous  | Louis Pijourlet          |               |
| 2019      | Jérémy Cabot           | Louis Louvet        | Sébastien Havot          |               |
| 2020      | annulé                 | annulé              | annulé                   | annulé        |
| 2021      | Johan Le Bon           | Kévin Avoine        | Mickaël Guichard         |               |
| 2022      | Émilien Jeannière      | Thomas Delphis      | Antoine Devanne          |               |
| 2023      | Clément Carisey        | Quentin Bezza       | Victor Vercouillie       |               |
| 2024      | annulé                 | annulé              | annulé                   | annulé        |
| 2025      | Noah Bögli             | Cyril Couture       | Antoine Poletto          |               |